# Часовня Санту Амару
Часовня Санту Амару (порт. Ermida de Santo Amaro) — часовня в городе Лагуш в Португалии.

## Описание
Руины часовни находятся в городской зоне, за пределами исторического центра Лагуша, к северу от древних стен замка, рядом с рынком Санту Амаро, в приходе Сан-Себастьян в городе Лагуш. Часовня Санту Амаро представляла собой здание с продольным укреплением на западе, с прямой каменной кладкой перемычек, клиньями по бокам от главного фасада и в главной части здания. Фасад был обращен на юг. Крыша имела купол. Высокий алтарь находился в нише.

## История
Точных данных о времени строительства часовни Санту Амару не сохранилось. Вероятно она была построена в XIV веке. Исследователь Марио Кардо выдвинул теорию, что часовня существовала уже в 1325 году. В 1448 году она фигурирует в списке храмов Лагуша, а в 1617 году здание часовни было нанесено на карте города, авторства Александра Массаи. Часовни Санту Амару была одно из немногих уцелевших зданий в Лагуше после Лиссабонского землетрясения 1755 года. Так как это был единственный сохранившийся в городе храмом, сюда временно была перенесена резиденция прихода Сан-Себастьян. В наше время здание часовни разрушено.

## Галерея
- Следы здания часовни в ноябре 2010 года.